# جورج أوتو جاي
جورج أوتو غاي (يوليو 6 \ 1899 – نوفمبر 8 / 1970)
هو العالم الذي نشر خلايا هيلا.

## السيرة الذاتية
ولد في بيتسبيرغ في بنسلفينيا عام 1899 لأبوين مهاجرين من ألمانيا. وفق التعداد السكاني الأمريكي عام 1910، كان غاي يعيش في شارع فراين 512 بالقرب من الحدود مع غرينفيلد وهيزلوود. كان يعيش مع ابويه واثنان من اخوته، اخوه الأكبر فرانك واخته الصغرى هنريتا. ارتاد غاي مدرسة بيبودي الثانوية. حصل على الشهادة الجامعية عام 1921 في علم الأحياء من جامعة بيتسبيرغ وقد قام بتدريس علم الحيوان هناك أيضا. في عام 1926، تزوج من مارغريت التي كانت من ويسكونسن. في حلول عام 1930 كانوا يعيشون في شارع القديس بطرس في بالتيمور وفي الخمسينيات بدءا مختبر الخلايا في جامعة جون هوبكينز. وقام باستخدام عينة من عنق الرحم لدى هنريتا لاكس مقدمة من هورد جونز. نشر تلك العينة في خلايا خالده لا تموت. توفي غاي بسبب سرطان البنكرياس في الثامن من نوفمبر 1970 في بالتيمور، ميريلاند.

## الوفاة
توفي بسبب سرطان البنكرياس. عندما كان تحت إجراءات الطوارئ لحالته المرضية، وجد الأطباء أن السرطان انتشر في جسده خاصة في رئتيه وقلبه مما جعله غير قابل لإجراء أي عملية جراحية. أراد من الأطباء أن يقطعوا جزءا من السرطان في كبده ليجري عليه بحثا جديدا، لكن الأطباء لم يستمعوا له خلال العملية الجراحية مما جعله يصحو غاضبا بعد العملية.

## قراءه مفصله
- Rebecca Skloot, 2010 The Immortal Life of Henrietta Lacks, راندوم هاوس, ISBN 978-1-4000-5217-2
- Fedoroff, S. (1971). George Otto Gey. 1899–1970. Anat Rec 171(1): 127–128.
- Hanks, J. H. and F. B. Bang (1971). Dr. George Otto Gey 1899–1970. In Vitro 6(4): 3–4.
- Harvey, A. M. (1975). Johns Hopkins, the birthplace of tissue culture: the story of Ross G. Harrison
- Warren Y. Lewis, and George O. Gey. Johns Hopkins Med J 136(3): 142–149.
- Jones, H. W., Jr., V. A. McKusick, et al. (1971). George Otto Gey (1899–1970). The HeLa cell and a reappraisal of its origin. Obstet Gynecol 38(6): 945–949.
- Skloot, R.; Obsessed With Culture: George Gey and his quest to cure cancer, with the help of Henrietta Lacks (2001).

## روابط خارجيه
- Alan Mason Chesney Medical Archives, Johns Hopkins Medical Institutions